# Граф де Аррайолуш

Герб Алвару Пиреш де Каштру, 1-го графа де Аррайолуш.

Герб Нуну Алвареша Перейра, 2-го графа де Аррайолуш.

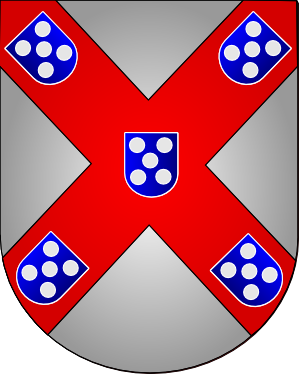
Герб герцогов Браганса, унаследовавших графство Аррайолуш.

Граф де Аррайолуш (порт. Conde de Arraiolos) — португальский дворянский титул, созданный королевским указом 1377 года королём Фернанду I. Носители титула владели Аррайолушем. Титул был присвоен дону Алвару Пиреш де Каштру, галисийско-португальскому дворянину, брату Инеш де Каштру (фаворитке и второй жене короля Педру I, отца Фернанду I). На момент присвоения титула Алвару Пиреш де Каштру уже имел титул графа де Виана-ду-Каштелу.
После смерти Алвару Пиреш де Каштру в 1384 году ненаследуемый на этот момент титул оставался вакантным, в 1387 году король Жуан I присвоил титул графа де Аррайолуш коннетаблю Португалии Нуну Алварешу Перейра. В 1422 году титул перешёл к внуку Нуну Алварешу Перейра Фернанду, будущему 2-му герцогу Браганса. С 1461 года титул графа де Аррайолуш стал сопутствующим титулом герцогов Браганса.

## Список графов Аррайолуш
1. Алвару Пиреш де Каштру (1310—1384), 1-й граф де Аррайолуш.
2. Нуну Альвареш Перейра (1360—1431), коннетабль Португалии, 2-й граф де Аррайолуш.
3. Фернанду I (1403—1478), герцог Браганса, 3-й граф де Аррайолуш.

список следующих графов Аррайолуш совпадает с герцогами Браганса.